# Greendrop Lake
Der Greendrop Lake ist ein See im Sx̱ótsaqel/Chilliwack Lake Park im Südwesten der kanadischen Provinz British Columbia, unweit der Grenze zu den Vereinigten Staaten, im Fraser Valley Regional District. Der See befindet sich im nordöstlichen Bereich der Skagit Range, deren Berggipfel westlich (Goat Peak) und südöstlich (Mount Wittenberg) rund 2000 m Höhe erreichen während der See auf 951 m über dem Meeresspiegel liegt. Die nächstgelegene größere Stadt ist das etwa 38 km Luftlinie westnordwestlich gelegene Chilliwack.
Der See ist nur über einen rund 5,3 km langen Wanderweg erreichbar.
Ende der 1970er Jahre setzte die Parkverwaltung BC Parks im Greendrop Lake Regenbogenforellen aus. Mittlerweile findet sich hier auch die anadrome Wanderform, die Steelheadforelle.